# Stenus asperatus
Stenus (Hypostenus) asperatus – gatunek chrząszcza z rodziny kusakowatych i podrodziny myśliczków (Steninae).
Gatunek ten został opisany w 1886 roku przez Davida Sharpa, który jako lokalizację typową wskazał Cahabón w Gwatemali.
Szósty sternit płasko, trójkątnie wcięty i przed środkiem spłaszczony oraz delikatniej i gęściej punktowany. Piąty sternit jeszcze słabiej wyokrąglony i opatrzony głębokim dołkiem, który jest gęściej szarożółto owłosiony oraz delikatniej i gęściej punktowany. Budowa tylnej połowy czwartego sternitu analogiczna z poprzednimi sternitami.
Chrząszcz neotropikalny, znany z Gwatemali i Kostaryki.